# Osechi-ryōri

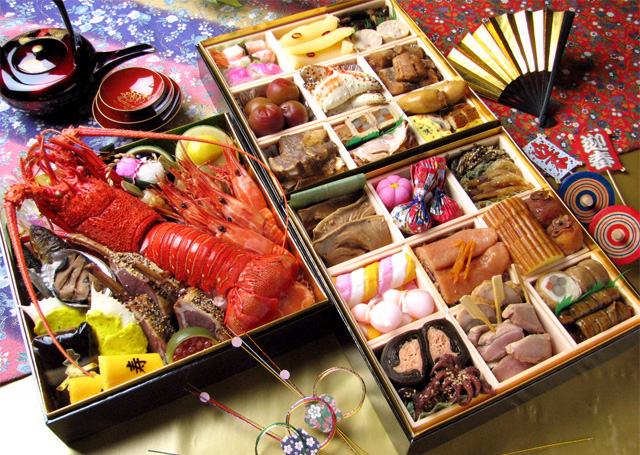
Osechi

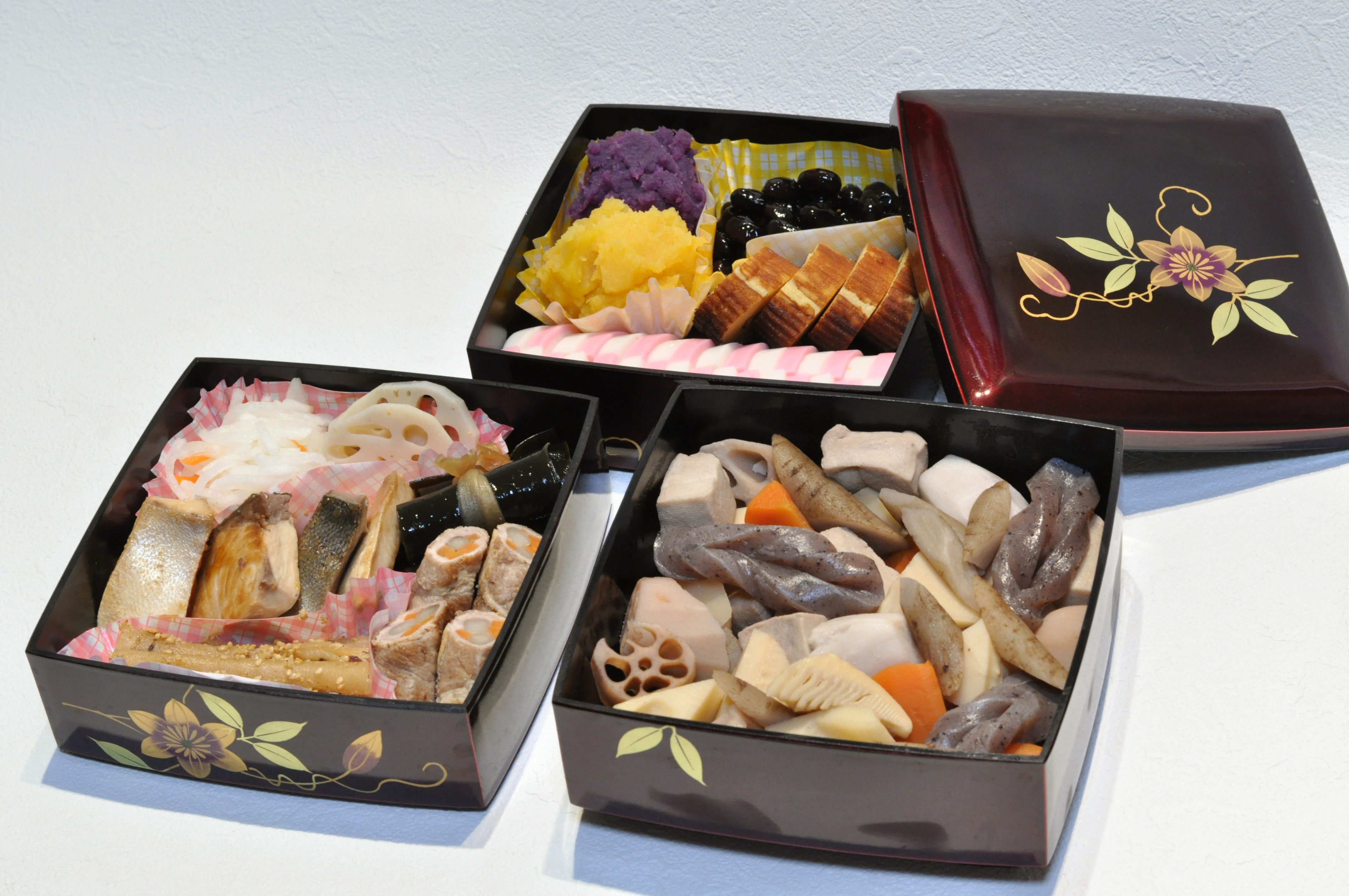
Osechi domowej roboty

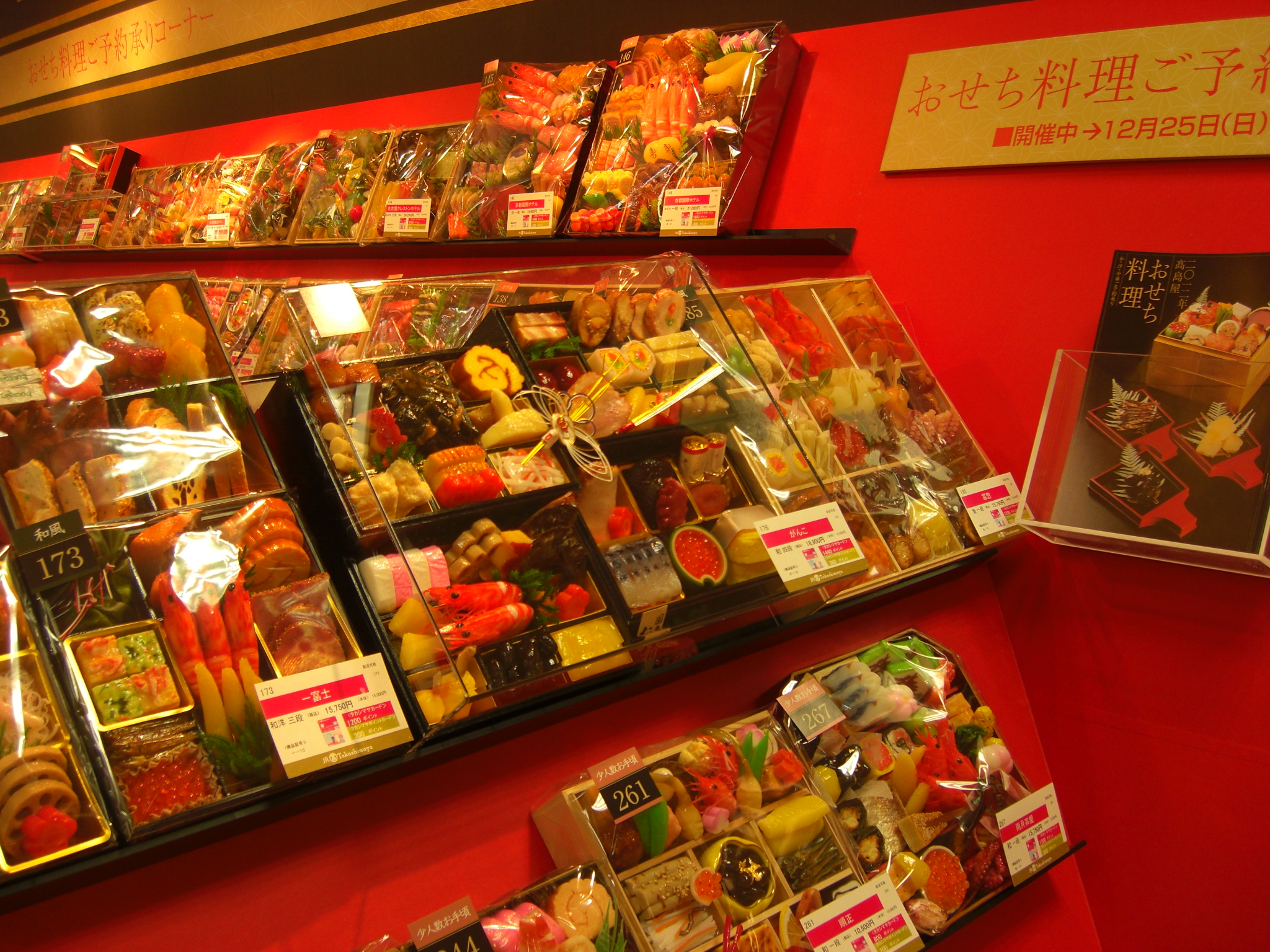
Osechi na zamówienia (oferta sklepu w Nagoi)

Osechi-ryōri (jap. 御節料理, お節料理 o-sechi-ryōri; w skrócie: osechi) – tradycyjne potrawy japońskie, podawane w drewnianych lub pokrytych laką, przeważnie prostokątnych, wielopoziomowych pudełkach podzielonych wewnętrznymi przegródkami, spożywane w okresie Nowego Roku (shōgatsu).

## Składniki-symbole
Każda potrawa i pudełko mają znaczenie symboliczne, a wśród nich znaleźć można m.in.:
- czarną fasolę sojową kuro-mame, symbolizującą życzenie zdrowia;
- ikrę śledzia kazu-no-ko, kazu oznacza „liczbę”, a ko – „dziecko”, symbolizuje życzenie posiadania wielu dzieci;
- czerwoną rybę tai (Pagrus major, pagrus czerwony, symbol dobrego losu);
- wodorosty konbu, nazwa kojarzona ze słowem yorokobu (być zadowolonym, cieszyć się, gratulować);
- krewetki ebi, gotowane z sake i shōyu, symbolizujące długie życie[2],
- czerwono-białą sałatkę kōhaku-namasu z daikonu i marchwi, oznaczającą szczęście i świętowanie (warzywa pokrojone w cienkie paski i przyprawione osłodzonym octem ryżowym (su).

## Historia
Są różne teorie dotyczące powstania tego zwyczaju. Część z nich wskazuje na początki w okresie Heian (VIII–XII wiek) i prastarą tradycję oferowania pokarmu bogom oraz dzielenia się żywnością z rodziną. Obecna forma świętowania ukształtowała się na przełomie XIX i XX wieku.